# Mowladi Saidarbijewitsch Udugow
Mowladi Saidarbijewitsch Udugow (Russisch: Мовлади Саидарбиевич Удугов; * 9. Februar 1962 in Germentschuk) ist ein tschetschenischer Aktivist, ehemaliger Stellvertretender Ministerpräsident, Propagandachef und Direktor des Nationalen Informationsdienstes der selbsternannten Tschetschenischen Republik Itschkerien (TRI). Er war zudem der Pressesprecher des ersten tschetschenischen Präsidenten Dschochar Mussajewitsch Dudajew.

## Biographie
Zwischen 1983 und 1988 hat Udugow an der tschetschenisch-inguschetischen Staatlichen Universität (heute Tschetschenische Staatliche Universität) studiert. Während der Studienzeit wurde gegen ihn wegen des Betrugs ermittelt. Als Folge dessen war er gezwungen, auf seinen Familiennamen Temischew zu verzichten und den Geburtsnamen der Mutter Udugow anzunehmen.
Von 1989 bis 1991 war Udugow bereits aktives Mitglied im Präsidium des Exekutivkomitees von Tschetschenien. Hier bekleidete er den Posten des Vorsitzenden des Informationsgremiums. Im Herbst 1991 organisierte er im örtlichen Fernsehsender die Live-Ansprache von Dschochar Dudajew an das tschetschenische Volk. Kurze Zeit später wurde Udugow Pressesprecher von Dudajew und stieg in den Folgejahren zu einem seiner engsten Mitstreiter auf.
Während des Ersten Tschetschenienkrieges zwischen 1994 und 1996 betrieb Udugow eine professionelle Propagandatätigkeit gegen Moskaus militärische Intervention und war im Informationskrieg der russischen Medienlandschaft weit überlegen. Für sein propagandistisches Talent, das zum tschetschenischen Sieg wesentlich beigetragen hat, wurde er mit dem höchsten Orden von Itschkerien „Ehre der Nation“ ausgezeichnet. Im Kreml verglichen die Offiziellen Udugow mit Joseph Goebbels.
Im Januar 1997 kandidierte Udugow erfolglos für den Posten des Präsidenten der TRI. Bei den Wahlen erhielt er nur 1 Prozent der Stimmen. Im September/Oktober 1999 unterstützte er die bewaffneten tschetschenischen Rebellen unter Schamil Bassajew im Dagestankrieg. Die propagandistischen Bemühungen Udugows waren diesmal zum Scheitern verurteilt. Im Herbst desselben Jahres emigrierte er aus Tschetschenien in Richtung Westen.
Wegen der Organisation und Teilnahme am bewaffneten Überfall auf den Nowolakski Rajon in Dagestan im September 1999 wurde Udugow im März 2000 von der russischen Regierung international auf die Fahndungsliste gesetzt.
Im April 2006 verkündete er seine Absicht, Russland einen „totalen Krieg“ zu erklären und Terroristen in alle Ecken des Landes zu schicken.
Im Februar 2008 ernannte der tschetschenische Religionsgelehrte Schamsudin Batukaew Udugow zum Direktor des Informations- und Analysezentrums des international nicht-anerkannten Kaukasus-Emirats. Doch im Sommer 2010 wurde er von Doku Umarow als „Informationschef“ des Emirats entlassen.
Bis heute ist den russischen Sicherheitsbehörden nicht gelungen, den genaueren Aufenthaltsort von Udugow ausfindig zu machen. Im Mai 2011 behauptete die russische Tageszeitung Moskowski Komsomolez, Uduogow führe in Tschechien ein Luxusleben. Der tschetschenische Präsident Ramsan Kadyrow hingegen vermutet, Udugow würde sich in der Türkei verstecken.